# Matthew Bourne
Sir Matthew Christopher Bourne (Hackney, 13 gennaio 1960) è un coreografo ed ex ballerino britannico.

## Biografia
Nel 1978 abbandonò la scuola e iniziò a lavorare come archivista alla BBC, come venditore di biglietti teatrali da Keith Prowse, come maschera al National Theatre. Nonostante non avesse mai frequentato una scuola di danza, diresse diverse Compagnie amatoriali di danza. Iniziò a studiare danza all'età di 22 anni quando nel 1982 si iscrisse al Laban Centre for Movement and Dance (attualmente Trinity Laban Conservatoire of Music and Dance) a Deptford, nel sudest di Londra. Nel 1986, dopo il diploma formò la compagnia di danza Adventures in Motion Pictures (AMP), con gli amici e colleghi Emma Gladstone e David Massingham. Fu ballerino professionista per 14 anni fino al 1999 quando apparì per l'ultima volta sul palcoscenico nel ruolo di von Rothbart nel Lago dei Cigni.
Dal 1987 lavorò come direttore artistico e coreografo professionista. Sotto la sua guida, dal 1987 al 2002, AMP divenne la compagnia più innovativa in Gran Bretagna. 
Nel 2002 Bourne creò la compagnia New Adventures che si esibì nei più importanti teatri in Europa e nel mondo. 
Collaborò con molti important direttori artistici: Trevor Nunn, Richard Eyre, Sam Mendes, Yukio Ninagawa e John Caird. Creò coreografie per ballerini del calibro di Jonathan Pryce, Lynn Seymour, Dawn French, Adam Cooper, Julie Walters, Rowan Atkinson e Michael Sheen.
È particolarmente celebre per la sua rivisitazione della coreografia del Lago dei cigni (1995).
Ha ricevuto molti premi tra cui otto Laurence Olivier Award e due Tony Award. Ha curato le coreografie di diversi musical, tra cui Oliver! (Londra, 1994; Londra, 2009) e Mary Poppins (Tour, 2004).
È dichiaratamente gay e impegnato in una relazione con il coreografo portoghese Arthur Pita.

## Balletti
- Swan Lake (1995)
- Cinderella (1999)
- The Car Man (2000)
- Nutcracker! (2001)
- Play Without Words (2002)
- Edward Scissorhands (2005)
- Dorian Gray (2008)
- Sleeping Beauty (2012)
- The Red Shows (2016)
- Romeo + Juliet (2019)

## Riconoscimenti
- Tony Award
  - 1999 - Miglior coreografia per Swan Lake
  - 1999 - Miglior regia di un musical per Swan Lake
  - 2007 - Candidatura alla miglior coreografia per Mary Poppins
- Premio Laurence Olivier
  - 1996 - Miglior balletto per Swan Lake
  - 2000 - Candidatura al miglior balletto per The Car Man
  - 2003 - Miglior coreografia per Play Without Words
  - 2005 - Miglior coreografia per Mary Poppins
  - 2010 - Candidatura alla miglior coreografia per Oliver!
  - 2017 - Miglior coreografia per The Red Shoes
  - 2019 - Premio alla carriera
  - 2020 - Miglior coreografia per Mary Poppins
  - 2025 - Candidatura alla miglior coreografia per Oliver!